# CAM
CAM (англ. Computer-aided manufacturing) — автоматизированная система, либо модуль автоматизированной системы, предназначенный для подготовки управляющих программ для станков с ЧПУ. Под термином понимаются как сам процесс компьютеризированной подготовки производства, так и программно-вычислительные комплексы, используемые инженерами-технологами.
Для подготовки технологической документации, в том числе и согласно с требованиями ЕСТД, используются системы автоматизированной технологической подготовки производства.
Как правило, большинство программно-вычислительных комплексов совмещают в себе решение задач CAD/CAM, CAE/САМ, CAD/CAE/CAM.